# Aulikki Rautawaara
Aulikki Rautawaara (Vaasa, 2 de mayo de 1906-Helsinki, 29 de diciembre de 1990) fue una soprano finlandesa, especializada en obras de Grieg y Jean Sibelius.

## Trayectoria
Estudió piano y canto en Helsinki y luego en Berlín. Debutó en 1932 en la Opera Nacional de Finlandia obteniendo gran éxito en años sucesivos en Glyndebourne, Salzburg, Berlín, Munich, Viena y Ámsterdam, especialmente en óperas de Wolfgang Amadeus Mozart; cantó también la Opera Real de Estocolmo y filmó en 1934 la película alemana "Alles hört auf mein Kommando".
Al retirarse se dedicó a la enseñanza en Helsinki.

## Discografía
- Mozart, Las bodas de Fígaro, Fritz Busch, Glyndebourne 1935.

## Filmografía
- 1934 Alles hört auf mein Kommando